# 호조 요시토키
호조 요시토키(일본어: 北條 義時)는 헤이안 시대 말기부터 가마쿠라 시대 초기까지의 무장이다. 가마쿠라 막부의 제2대 싯켄. 이즈(伊豆)의 호족·호조 도키마사의 차남. 미나모토노 요리토모의 정실·호조 마사코의 동생. 도쿠소 가문 당주.
겐지 쇼군의 대가 끊긴 후 가마쿠라 막부의 실질적인 최고 지도자로서 조큐의 난 후에 3명의 상황을 유배시켰다.

## 생애

### 청년기
이즈의 호족 호조 도키마사의 둘째 아들로서 태어나 에마노 고시로(江間小四郞)라 불렸다. 생모에 대해서 분명하지 않고 계도에는 ‘이토 뉴도(伊東入道)의 딸’이라고 되어 있는데, 마찬가지로 이즈 국의 재청관인이었던 이토 스케치카(伊東祐親)의 딸로 생각된다. 요시토키가 15, 6세 되던 무렵에 누나 마사코(政子)가 당시 이즈의 유배된 죄인 신세였던 미나모토노 요리토모의 아내가 되었다. 지쇼(治承) 4년(1180년), 요시토키는 지쇼-주에이의 난과 요리토모의 거병 때부터 이시바시(石橋) 산의 싸움에서도 아버지 도키마사, 형 무네토키(宗時)와 함께 참전했고 형 무네토키는 이 싸움에서 죽었다. 이후의 싸움에서 승리를 거둔 요리토모의 측근으로서 수행하면서, 그의 가마쿠라(鎌倉) 입성에도 협력하였다.
요와(養和) 원년(1181년) 4월, 요시토키는 당시 유력 고케닌의 자제들로 요리토모의 신임이 두텁고 궁마(弓馬)에 뛰어난 자들로 구성된 친위조직 ‘기후쥬’(祗候衆)에 들어, 요리토모의 침소 경호 등을 맡았다. 요시토키는 일반적인 고케닌들과는 다르게 가와치 겐지 혈연자인 몬후타쓰(門葉)의 중간에 해당하는 게시(家子, 요리토모의 개인적인 측근으로서 요리토모의 '친위대'와도 같은 존재였다)의 지위에 있었고 그 '게시' 중에서도 으뜸으로 꼽혔다. 
이때 요시토키가 앞서 이시바시 산의 싸움에서 전사한 손위 맏형 무네토키 대신 호조씨의 적자(嫡子)가 되었다고 알려져 있으나, 요시토키는 《아즈마카가미》(吾妻鏡)에 그 성이 ‘호조’가 아닌 요시토키 소유의 영지에서 딴 ‘에마’(江間)로 기록된 경우가 많아서 당시에는 호조 집안의 '분가'격인 에마(江間) 집안의 초대 시조로 된 것으로 여겨졌던 것 같다. 분지(文治) 5년(1189년) 도키마사의 후처였던 마키 마님(牧の方) 소생의 이복 동생 마사노리(政範)는 16세에 종5위하를 받아서 26세 연상인 형 요시토키와도 같은 지위에 있었기에, 호조 본가의 적자는 어머니가 귀족 출신이었던 동생 마사노리였을 것으로 추정된다. 또한 도키마사의 저택이었던 나고시노야시키(名越邸)를 물려받은 요시토키의 차남인 도모토키(朝時)도 호조 본가의 계승자로 여겨졌을 가능성도 있어서, 요시토키가 꼭 도키마사의 '적자'였다고는 말하기 어렵다.
겐랴쿠(元曆) 2년(1185년), 미나모토노 노리요리(源範賴)가 이끄는 헤이케 추토군을 따라 서쪽으로 갔으며 아시야우라(葦屋浦)의 싸움에서 공을 세웠다. 분지 5년(1189년) 7월, 오슈 후지와라 씨를 멸하기 위해 요리토모가 일으킨 오슈캇센(奥州合戦)에 종군하였다. 겐큐 원년(1190년) 11월 요리토모의 상경을 받들어 따라갔다. 요시토키는 21세 때에 장남 야스토키(泰時)를 얻었지만 그는 어디까지나 '서자'였고, 겐큐 3년(1192년) 9월 25일, 요리토모의 중개로 히키 도모무네(比企朝宗)의 딸이자 지체 높은 막부 뇨보(女房)였던 히메노 마에(姫の前)를 정실로 맞아 이듬해에 적남(嫡男) 도모토키(朝時)를 얻었다.
요리토모가 살아있던 동안에는 무사로서 나름대로 활약하고 있었음에도 그 활약이 두드러지게 부각되는 일은 없었던 반면, 요리토모가 죽은 뒤 가마쿠라 막부 내의 권력투쟁에서 그는 단연 두각을 드러냈다.

### 정권 쟁탈전
조지(正治) 원년(1199년) 요리토모가 죽은 뒤 그의 뒤를 이어 2대 쇼군(將軍)이 된 조카 요리이에의 독재를 막기 위해 유력 고케닌들이 모여 조직한 13인의 합의제(合議制)에 당시 37세의 젊은 나이로 참가하였다. 그 뒤 고케닌이자 요리토모의 심복이었던 가지와라노 가게토키(梶原景時)가 실각하여 일가족과 함께 몰살되는(가지와라노 가게토키의 변) 과정에서는 요시토키의 친자매 아와노 쓰보네(阿波局)가 관여하고 있었다. 겐닌(建仁) 3년(1203년) 요리이에의 외척인 고케닌 히키 요시카즈(比企能員)를 멸하고(히키 요시카즈의 변), 이듬해에 요리이에를 암살하고 요리토모의 차남 미나모토노 사네토모를 3대 쇼군으로 옹립하여, 도키마사가 만도코로(政所)의 벳토(別当)가 되어 막부의 정무를 행하게 되었다. 이 시기의 호조씨에 의한 유력 고케닌 제거는 도키마사와 요시토키, 부자의 합작으로 이루어졌으나, 겐큐(元久) 2년(1205년)에 잇따라 일어난 하타케야마 시게타다의 난(畠山重忠の乱) 그리고 마키씨 사건(牧氏事件)으로 부자는 대립하게 된다. 
《아즈마카가미》에는 도키마사가 명망높은 고케닌 하타케야마 시게타다를 후처 마키 마님(牧の方)의 참언을 믿고 그를 몰락시켜 고케닌들의 원한을 샀고, 요시토키는 시게타다가 모반 따위 일으킬 리가 없다며 시게타다 토벌에 반대 의사를 비쳤다고 했지만, 이것은 아버지를 내쫓은 요시토키의 배덕한 행위를 정당화하려는 《아즈마카가미》의 각색으로 보이는데(아즈마카가미#하타케야마 시게타다 참조). 무사시국의 수령이었던 시게타다를 배제하면서 생겨난 부자의 대립 배경에는 호조 본가의 후사로 지목받던 마사노리(政範)가 겐큐 원년(1204년)에 급사한 뒤 사위 히라가 도모마사(平賀朝雅)를 쇼군으로 세우려던 도키마사나 마키 마님과 도키마사의 전처 소생인 요시토키나 마사코 남매가 반발하면서, 생겨난 모종의 집안싸움이 발단이 되어 일어난 것으로 보인다.
겐큐 2년(1205년) 윤(閏)7월, 누나 마사코와 협력하여 유력 고케닌이자 미우라 요시무라(三浦義村) 등의 협력을 얻어(미우라 요시무라는 외가쪽 종형제였다) 아버지 도키마사를 이즈로 추방시켜버리고, 아버지를 대신해 만도코로(政所)의 장관이 되었다.
무사시 국의 유력자였던 하타케야마 시게타다의 제거와 함께 요시토키가 신뢰하던 아우 도키후사(時房)가 무사시의 새로운 슈고(守護)에 고쿠시(國司)가 되었다. 히라가 도모마사(平賀朝雅)가 주살된 뒤에는 의식에 있어서의 서열은 장년인데다 겐지 몬후타쓰로서 고케닌의 수좌(首座)에 있었던 히라가 집안의 오우치 고레요시(大内惟義)를 제치고 요시토키가 제1위를 점하게 되었다. 요시토키는 늘 마사코와 사네토모를 표면에 내세우고, 만도코로벳토 오에 히로모토(大江広元)나 요리토모의 유배 시절부터 요리토모를 섬긴 근신(近臣)이었던 아다치 가게모리(安達景盛) 등과 제휴해 막부 정치의 최고 책임자로서 권력을 장악했다.
도키마사의 성급한 권력 독점이 많은 반발을 초래했던 것과는 다르게 요시토키는 비교적 유연한 자세를 보였는데, 도키마사 한 사람의 서명이 들어간 하지장(下知狀)이라는 문서 형식을 없애고 고케닌들의 요망에 응하여 「요리토모 공(公) 이래 하사된 영지는 대죄(大罪)를 범한 경우가 아닌 한 일절 몰수하지 않는다」는 대원칙을 분명히 했다. 한편으로 호조 싯켄(北條執権) 체제에 장애가 되는 유력 고케닌에 대한 억압책을 펼쳐나갔는데, 도키마사 실각 직후인 8월에는 시모쓰케국의 고케닌 우쓰노미야 요리쓰나(宇都宮頼綱)에게 모반 혐의를 씌워 슈고(守護) 오야마 도모마사(小山朝政)에게 추토를 명했고, 요리쓰나는 사실무근이라며 출가하여 숨어버렸다. 죠겐(承元) 3년(1209년)에는 여러 구니의 슈고닌(守護人)들의 '직무 태만'을 문제삼아 기존의 종신재직을 정기적으로 교대하도록 하는 것으로 바꾸려 했지만 호족 출신의 고케닌들의 격한 반대를 사서 단념하기도 했다. 또한 같은 해에는 연래 노토(郎従) 가운데 공이 있는 자(실상은 이즈에서부터 요리토모를 섬겨온 호조씨 집안의 가신들)를 사무라이(侍)에 준하게 하려다 다시 쇼군 사네토모의 반발로 단념하였다. 이 무렵부터 요시토키의 지위는 싯켄(執権)이라 불리게 되었고, 점차 독재적 정치를 전개하는 싯켄 정치(執権政治)의 기초를 쌓아 나간다. 그 뒤에도 유력 무사, 고케닌들에 대한 호조씨의 공세는 계속되었고 막부가 세워진 이래의 중진으로서 사무라이도코로(侍所)의 벳토(別当)였던 와다 요시모리(和田義盛)를 겐포(建保) 원년(1213년) 2월에 쳐서 멸하고(와다 캇센和田合戦) 요시모리 대신 요시토키가 기존의 만도코로벳토에 사무라이도코로벳토까지 겸하게 됨으로써 막부의 가장 중요한 정무기관을 독점하게 되면서, 막부 지도자로서의 호조씨 집안의 지위는 확실하게 결정되었다. 와다캇센이 있고 3년이 지난 겐포 4년(1216년)에는 종4위하 관위가 요시토키에게 내려지고, 이듬해 5월에는 우쿄다이후(右京大夫), 12월에는 무쓰노카미(陸奥守)를 겸하여 아버지의 관위를 훨씬 넘었다.
사생활의 면에서 히키 요시카즈의 변 직후에 아내 히메노 마에와 헤어지고, 이가 마님(伊賀の方)을 정실로 맞아들여서 겐큐 2년(1205년), 다섯째 아들 마사무라(政村)를 얻었다. 마사무라는 겐포 원년(1213년) 12월, 미우라 요시무라(三浦義村)를 에보시오야(烏帽子親)로서 원복(元服)을 행하고, 요시토키에게 ‘총애하는 어린 그대’(鍾愛の若君)라 불렸다. 반대로 겐랴쿠(建曆) 2년(1212년) 5월, 히메노 마에 소생의 차남 도모토키(朝時)가 쇼군 사네토모의 노여움을 사자 의절하고는 스루가(駿河)에 칩거시켜 버렸다.

### 사네토모 암살
조큐(承久) 원년(1219년) 정월 27일, 쓰루가오카 하치만구(鶴岡八幡宮)에서 사네토모의 우대신(右大臣) 임명을 신에게 하례하는 의식을 올릴 예정이었던 날, 쇼군 사네토모가 구교에게 암살당하면서 겐지의 정통은 끊어지고 만다. 이 날의 하례식에서 당초 사네토모 옆에서 경호를 맡을 예정이었던 요시토키는 《아즈마카가미》에 따르면 당일날 갑자기 '컨디션 불량'을 이유로 미나모토노 나카아키라(源仲章)로 교체하고는 자신의 집에 머물렀는데, 결과적으로 미나모토노 나카아키라는 사네토모와 함께 암살되고 결과적으로 요시토키는 목숨을 보전할 수 있었다.
이 일이나 사네토모 암살 사건 뒤의 수습책 등에서, 사네토모 암살은 요시토키가 배후에서 조종한 것이란 의혹도 있지만, 호조 집안에 대항하던 미우라 집안의 요시무라 등에게도 사네토모를 암살할 동기가 있었다는 점에서 진상은 확실하지 않다. 또한 《구칸쇼》(愚管抄)에 보면 사네토모는 요시토키에게 명하여 타치(太刀)를 가지고 중문(中門)에 머무르게 하였고 요시토키는 의식이 행해진 본궁(本宮)까지 동행하지 않았을 뿐 자택으로 돌아가지는 않았다고 적고 있다.
사건이 일어나기 전년부터 이미, 자식이 없었던 사네토모의 후사로서 고토바 상황(後鳥羽上皇, 고토바인)의 아들을 쇼군으로 임명하여 가마쿠라로 보내는 문제가 검토되고 있었는데, 마사코가 상경하여 후지와라노 겐시(藤原兼子)와도 이야기를 진행시키고 있었다. 쇼군 사네토모가 후사 없이 죽고 겐지 쇼군의 정통이 끊어진 일은 막부 내부의 동요를 불러 일으켰고, 요시토키는 쇼군의 지위를 노릴 가능성이 있는 겐지 출신의 후보를 일소하기 위해, 자객을 시켜 아노 도키모토(阿野時元)와 젠교(禪曉)를 암살해버렸다.
사네토모가 암살된 뒤 막부는 새로운 쇼군으로 친왕(親王) 즉 왕자를 임명하여 가마쿠라로 보내줄 것을 조정에 요청했지만, 고토바인은 이를 거부하면서 왕족을 동쪽 땅에 쇼군으로서 부임시키는 조건으로 상황의 애첩이 소유한 영지에는 지토(地頭)를 파면할 것을 요구했고 막부측도 이를 거부하였다. 요시토키의 아우 도키후사가 1천 기(騎)를 거느리고 상경하여 교섭에 나섰지만 양측 모두의 강경한 태도만 확인했을 뿐 만족할 만한 성과는 없었다. 결국 막부는 '왕족 쇼군' 대신 요리토모의 먼 친척이라는 미토라(구조 요리쓰네)를 4대 쇼군으로 맞아들였다. 그때 요리쓰네는 원복도 하지 않은, 한 살 남짓에 불과한 아기였기에 미처 세이이타이쇼군(征夷大將軍)으로 임명되지는 못했다(실제 쇼군 보임은 7년 뒤). 때문에 마사코가 '비구니 쇼군'으로서 요리쓰네의 후견이 되어, '가마쿠라도노'(鎌倉殿)의 빈 지위를 대행하고, 요시토키가 이를 보좌하여 실무를 보좌하는 형태로서 실권을 장악한다는 싯켄 정치(執權政治)를 확립하였다.
고토바인의 인세이(院政)가 이루어지던 조정, 그리고 호조 씨가 장악한 막부의 사이는 사네토모 사후 반년 뒤 쇼군 후계 문제를 놓고 그 대립이 첨예해지게 됐다. 요시토키는 조큐 2년(1220년) 2월에 의형(義兄) 이가 미쓰스에(伊賀光季)를 교토 슈고(京都守護)로 파견했고, 사위 오에 치카히로(大江親広)도 교토 슈고로서 상경하게 했다.

### 조큐의 난
한편 막부 타도를 목표로 착착 군비를 모으고 있었던 고토바인은 조큐 3년(1221년) 5월 14일에 야부사메(流鏑馬)를 핑계로 여러 구니(國)의 쓰와모노(兵)를 소집하고, 이가 미쓰스에를 비롯한 인세이 내부의 친가마쿠라파를 숙청하고 막부 타도의 군사를 일으킨다. 15일에는 요시토키 추토를 명하는 선지(宣旨)가 전국에 선포되고, 구니의 슈고닌(守護人) · 지토(地頭)들에게는 속히 인에 달려와 참여하라는 명이 내려졌다. 그때까지 교토 조정이나 천황의 권위란 여전히 거대한 것이었고, 그 천황이 막부를 타도하라는 명을 무사들에게 내렸다는 사실은 막부로서도 그저 쉽게 생각해 넘길 일만이 아니었다. 요시토키는 생애 최대의 난국에 직면하였다.
막부가 '조적'(朝敵)이 되었다는 것에 고케닌들은 두려워하고 동요했으나, 그 막부의 개창자인 요리토모가 생전 고케닌들에게 주었던 은혜를 상기시키는 '비구니 쇼군' 마사코의 호소 앞에서 단결하였다고 한다. 막부 지도부에서 열린 군 회의에서 신중론이 나오는 와중에 “방어는 도고쿠 고케닌들의 동요만 부를 뿐”이라는 오에노 히로모토(大江広元)의 제의가 채택되어 교토로의 출정이 결정된다. 요시토키는 적남 야스토키를 총대장으로서 도카이도(東海道), 차남 도모토키, 아우 도키후사를 대장군으로 삼아 호쿠리쿠(北陸) · 도산(東山)으로 보내 3개 도(道)에서 군세를 이끌고 교토(京都)로 가게 했다. 막부 지휘부의 적극적인 작전과 공세를 본 도고쿠 무사들은 잇따라 막부의 동원령에 응하여 최종적으로는 19만의 대군이 모여 교토로 진격해 올라갔다. 도중에 시나노(信濃)에서 무사 이치카와 씨(市河氏) 집안이 호쿠리쿠도의 대장군 도모토키의 도착도 기다리지 않고 적극적으로 진군에 나섰고, 에치고(越後) · 엣츄(越中) 경계에 이르렀을 때는 주오야시라즈(親不知) 부근을 돌파해 전진하자 요시토키는 즉시 그 공을 포상해 “한 명도 남김없이 섬멸하라. 사냥하듯이 잡아들여라. 적을 소탕해도 공을 세우기 급하여 교토로 쳐올라 가려 하지는 마라”는 의기가 가득하면서도 신중한 사령(司令)을 발했다.
5월 21일에 가마쿠라를 출발한 막부군은 기소(木曽) 강, 우지가와(宇治川)의 교토측 방어선을 돌파하여 6월 15일 교토를 제압했다. 요시토키 추토의 선지가 내려지고 한 달 만에 전쟁은 막부군의 완승으로 끝났다.
패주한 고토바인은 막부 토벌 계획이란 사실 측근들의 꾐에 속아 내린 것이었다고 변명했지만 막부는 변란의 주요 주모자였던 고토바인 이하에 대한 강경한 태도를 취했고 고토바인 뿐 아니라 쓰치미카도(土御門) ・ 준토쿠(順德) 두 상황을 섬으로 유배시키고, 고토바인의 다른 왕자들도 유배형에 처했다. 재위한지 70일 남짓밖에 되지 않은 천황(주쿄 천황)마저 폐위되고 새로 고호리카와 천황(後堀河天皇)이 세워졌으며, 사이온지 긴쓰네(西園寺公経) 등의 친막부파 구게는 해임되어 조정의 정치 구도까지 재편되었다. 막부 타도 계획에 참여한 무사들에 대한 처분은 대부분 참형(斬刑)이었고, 귀족들도 처형되거나 유배되고 또 관직을 잃은 자들이 대부분이었다. 고토바인의 막대한 장원(荘園)도 몰수되어 새로운 천황의 아버지인 고타카쿠라인(後高倉院)에게 바쳐졌으나 최종 지배권은 막부가 장악했다. 구게 정권의 감시를 맡을 막부의 출선 기관으로 로쿠하라 단다이(六波羅探題)가 새로이 교토에 세워졌다. 교토측의 귀족과 무사들이 소유한 영지 3만여 곳이 모조리 막부에 몰수되어 도고쿠 무사들에게 새롭게 은상으로 분배되고 그곳에는 지토가 임명되었다.
이 승리로 교토측에 가담한 옛 쇼군 독재 시대의 세력은 일소되고, 싯켄 요시토키의 막부내 최고 권력자로서의 지위가 확정되었을 뿐 아니라 요시토키가 주도하는 가마쿠라 정권이 교토의 구게 정권을 누르고 지배적인 입장에 서는 등 새로운 정치질서로 일본을 재편하는데 성공하였다. 이로써 막 새롭게 전개된 싯켄 정치는 일본의 전국적 정권으로서의 새로운 방향을 갖게 된다.
군키모노가타리 《조큐키》(承久記)에 보면 승전 소식을 접한 요시토키는 “이제 나에게는 어떤 미련도 없다. 이 요시토키도 과보(果報)만큼은 왕의 과보에 못지 않았지만 그 과거의 보행(報行)이 현세에서 보답받기에는 조금 부족하였기에 미천한 신분으로 태어났던 것 뿐이다”라고 공공연하게 말했다고 한다. 막부가 편찬한 《아즈마카가미》에는 이러한 기술이 없고, 막부군이 가마쿠라를 출발한 직후인 6월 8일에 요시토키의 저택에 벼락이 떨어지자 이를 두려워한 요시토키가 오에노 히로모토에게 “조정을 무너뜨리기 위해 상경함으로써 이러한 괴이(怪異)가 일어났다. 막부의 운명도 여기까지인가 보다.” 라고 침울해 하자, 히로모토가 "군신(君臣)의 운명이란 천지(天地)가 정하는 것인데 무엇을 두려워하십니까. 일찍이 승리를 얻은 오슈캇센 때에도 벼락은 쳤었습니다. 벼락이란 막부에 있어 길조인 것입니다." 라 대답하여 좌절해 있던 요시토키를 달래는 장면이 그려져 있다.

### 말년
이듬해에 요시토키는 무쓰노카미와 사쿄노곤노다이후를 모두 사직하였다. 그리고 3년 뒤인 겐닌 원년(1224년) 6월 13일에 요시토키는 62세로 급사하였다. 《아즈마카가미》는 충심(衝心), 즉 각기병이 원인이었다고 했지만, 위대한 막부 지도자의 급서에 대한 여러 억측을 불러일으킨 나머지, 근습(近習) 고사무라이(小侍)에게 찔려 죽었다는 이설(『호랴쿠칸키』), 후처 이가 마님에게 독살당한 것이라는 소문도 나돌았다.
요시토키의 유해는 지금의 가나가와 현 가마쿠라 시의 시라하타 신사(白旗神社)에 있었다는 법화당(法華堂) 동쪽 산에 묻혔다고 전하나 현재는 그 위치를 정확히 알 수 없다. 미나모토노 요리토모의 무덤의 동쪽 산에 호조 요시토키의 부도탑으로 여겨지는 것이 남아있지만 현재는 그곳에 들어가 보기도 어렵게 되었다. 요시토키의 별칭이기도 한 도쿠소(得宗)는 이후 호조 집안의 적류(嫡流)를 지칭하는 단어가 되었다. 도쿠소의 어원은 요시토키의 법명(法名)에서 따온 것이라고도 하나 확실한 것은 아니다.

## 자녀
요시토키의 자녀들은 도쿠소케라 불리게 된 야스토키의 후손 말고도 여러 분파로 갈라졌다.
- 어머니: 아와노쓰보네(阿波局)
  - 야스토키(泰時) - 도쿠소케(得宗家)
- 어머니: 히메노마에(姬の前)
  - 도모토키(朝時) - 나고시류(名越流) 호조씨
  - 시게토키(重時) - 고쿠라쿠지류(極樂寺流) 호조씨
  - 다케도노(竹殿) - 오에 치카히로(大江親廣)의 아내로 뒤에 구게 쓰치미카도 사다미치(土御門定通)의 측실이 됨.
- 어머니: 히타치 이사 씨(常陸伊佐氏)의 이사 도모마사(伊佐朝政)의 딸
  - 아리토키(有時) - 이쿠류(伊具流) 호조씨
- 어머니: 이가 부인(伊賀の方)
  - 마사무라(政村) - 마사무라류(政村流) 호조씨
  - 사네야스(實泰) - 가나자와류(金澤流) 호조씨
  - 도키히사(時尙) - 무쓰노 시치로(陸奧七郞)이라 불렸다. 생몰년은 미상.
  - 이치조 사네마사(一條實雅)의 아내

## 약력
| 일본 연호       | 서기   | 날짜 (음력) | 내용                                                 |
| --------------- | ------ | ----------- | ---------------------------------------------------- |
| 겐큐 원년       | 1204년 | 3월 6일     | 관위가 종5위하로 오르고 사가미노카미(相模守)로 임관. |
| 겐큐 원년       | 1204년 | 윤7월 19일  | 가마쿠라 막부 제2대 싯켄으로 취임.                   |
| 죠겐 원년       | 1207년 | 1월 5일     | 관위가 종5위상이 됨(사가미노카미는 그대로).          |
| 겐랴쿠 3년      | 1213년 | 2월 27일    | 정5위하에 오름(사가미노카미는 그대로).               |
| 겐포 4년        | 1216년 | 1월 13일    | 정4위하에 오름(사가미노카미는 그대로).               |
| 겐포 5년        | 1217년 | 1월 18일    | 우쿄노곤노다이후(右京權大夫)로 옮김.                 |
| 겐포 5년        | 1217년 | 12월 13일   | 무쓰노카미를 겸임.                                   |
| 죠오(貞應) 원년 | 1222년 | 8월 16일    | 무쓰노카미 사임.                                     |
| 죠오 원년       | 1222년 | 10월 16일   | 우쿄노곤노다이후 사임.                               |

## 평가
호조 씨의 후예들은 조큐의 난 승리 등의 실적을 들어 요시토키를 사실상 그들의 시조로 받들었다. 《고금저문집》(古今著聞集)에는 어떤 사람이 꿈을 통해 요시토키가 다케노우치노 스쿠네(武内宿禰)가 전생한 모습임을 알게 되었다, 라는 전설이 수록되어 있다. 또한 다이라노 마사쓰라(平政連)가 호조 사다토키(北条貞時)를 깨우치기 위해 올린 간언인 『다이라노 마사쓰라 간초』(平政連諫草)에도 같은 기술이 있다. 이러한 정보로 보아 가마쿠라 시대 말기에는 전생 전설이 어느 정도 알려져 있었으며 또한 《고금저문집》 성립 연대도 고려할 때 요시토키가 죽지 않았을 무렵부터 그 이야기의 단초가 마련되어 있었던 것은 아닐까 하는 추측도 있다. 또한 가마쿠라 중기의 승려 니치렌(日蓮)은 요시토키를 요리토모와 더불어 ‘불망어’(不妄語) 즉 허튼 소리를 하지 않는 사람으로 “이름은 신하라 하지만 그 몸은 대왕”이라는 지극히 높은 평가를 하고 있다.
무로마치 시대(室町時代)에도 아시카가 타카우지(足利尊氏)가 제정한 겐무 시키모쿠(建武式目)에 요시토키 ・ 야스토키의 「행장」(行状)은 「근대의 스승」(近代の師)이라 기록되어 있고, 가마쿠라 막부가 멸망한 뒤인 남북조 시대 남조측의 구게(公家) 기타바타케 지카후사(北畠親房)가 저술한 《신황정통기》(神皇正統記)에도 “요시토키는 인망을 등지는 일이 없었다”고 요시토키를 긍정적으로 평가하였다.
그러나 시대가 내려와 메이지 시대(明治時代)에 이르러 조큐의 난(承久の乱)에서 막부측 총대장으로써 난 이후에 고토바 상황 등 세 사람의 상황을 유배하고 가네나리 친왕(懐成親王)을 왕위에서 끌어내린 점을 들어 존왕(尊王)의 관점에서 동정의 여지가 없는 역신(逆臣)이자 불손한 자로써 '필주'(筆誅) 즉 글로써 처벌한다라는 명목으로 그에 대한 숱한 비판들이 일었다.
이미 에도 시대(江戸時代)부터 일본에서 유교(성리학)의 영향으로 주군에 대한 충성을 무사도(武士道)라 보는 인식이 생겨나면서 겐지 쇼군을 멸망시키거나 혹은 쇼군을 꼭두각시로 만들고 실권을 빼앗은 점을 들어 불충한 신하 ・ 음험한 책모가로써 그려지는 등 그 단초는 보이고 있었다. 유학자 아라이 하쿠세키(新井白石)는 그의 저서 《독사여론》(讀史餘論)에서 "일본 역사를 통틀어 요시토키만한 소인배도 없다"고 몹시 부정적으로 평가하고, 이런 인간이 자리보전해 정상적으로 죽었을 리가 없다며 '순탄하게 극락왕생하였다'라는 등의 기록은 전부 수식어이고 《호랴쿠칸키》의 내용처럼 암살된 것이 틀림없다고 주장하였다(다만 그러면서 "천하의 무사들이 요시토키를 존경한 것은 그가 조큐의 난 후에 생겨난 많은 주인 잃은 영지나 권리들을 모두 전공이 있는 무사들에게 나누어 주고 요시토키 자신은 한 곳도 갖지 않았다는 단 한 가지 사실에 기인한다"고 어느 정도 요시토키를 인정하는 듯한 평도 남겼다).
애초에 호조 씨 역대 당주는 요시토키의 적남인 야스토키나 증손 도키요리(時頼), 현손인 도키무네(時宗)를 제외하면 대부분이 음모가 ・ 악역 ・ 폭군 ・ 어리석은 지배자로 되어 있는데, 요시토키는 그 대표격으로써 늘 이름이 오르내렸다. 이는 겐지 쇼군 암살에 그치지 않고 친아버지 도키마사까지 내쫓고 싯켄이 되는 등의 행동에 대한 '불의'(不義)라는 도덕적 평가를 통해 강조되었다. 실제로 관련 사건들이 최종적으로는 요시토키가 이득을 보는 것으로 귀결되었으므로, 정말 그가 관여했을 것으로 여겨지는 사건도 적지는 않다.
일본의 사학자 호소카와 시게오(細川重男)는 “요시토키의 생애는 밀어닥치는 재난에 거듭 휩쓸리는 일생이었고, 그 와중에 자신의 몸과 친족을 지키기 위해 전쟁을 거듭한 결과 최고 권력자가 되어 버렸다.”며 “요리토모의 거병이 없었다면 일개 도고쿠 무사로써 일생을 마쳤을 것”이라고 평하였다.

### 내용주
1. ↑  《아즈마카가미》는 요시토키가 이때 만도코로벳토(政所別当)・싯켄에 취임했다고 하지만, 오카다 세이이치(岡田清一)는 조겐(承元) 3년 12월 이전의 만도코로 문서에 만도코로벳토 즉 싯켄으로서의 요시토키의 서판(署判)은 하나도 보이지 않는다는 점을 지적하고 있다. 겐큐 2년의 싯켄 취임기사는 《아즈마카가미》 편자의 각색으로 실제로는 조겐 3년에야 싯켄이 되었다는 것이다.
2. ↑  호조씨 도쿠소케(得宗家)의 권위를 찬양하고 칭송하는 입장에서 편찬된 《아즈마카가미》에서 술신(戌神)을 섬겨서 사건 1년 전에 야쿠시도(藥師堂)를 세워 약사상을 안치하고 공양한 공덕에 대한 가호로서 요시토키가 무사할 수 있었다고 적고 있는데, 한편으로 《아즈마카가미》는 암살당한 요리이에 ・ 사네토모 ・ 이치반(一幡)의 기사에 사건이 일어나기 전에 있었던 불길한 전조를 다룬 에피소드가 더해져 있다.
3. ↑  조큐의 변의 교토측 주모자의 한 사람이었던 손쵸(尊長)가 요시토키가 죽고 3년만에 체포되어 로쿠하라 단다이에서 심문받을 때 괴로움을 이기지 못하고 “요시토키의 아내가 요시토키에게 썼던 그 약으로 어서 나를 죽여다오!”라고 소리쳐 심문하던 무사들을 떨게 했다고, 후지와라노 사다이에(藤原定家)는 자신의 일기 《메이게쓰키》에 적고 있다. 손쵸는 요시토키 사후의 후계자 문제 이가씨(伊賀氏)의 변에서 쇼군 후보로까지 거론되었던 이치조 사네마사(一條実雅)의 형이었다.
4. ↑  구조 폐제九条廃帝로 불렸으며 메이지 시대에 이르러서 주쿄 천황으로 시호가 주어졌다.